# 諸陵寮
諸陵寮（しょりょうりょう/みささぎのつかさ）は、律令制において治部省に属した機関。明治政府初年にも諸陵寮は短い年間復活し一度廃止されたが、再編改称などを経て、1886年（明治19年）再興をはたしている。その後身である宮内庁書陵部が現在、陵墓（天皇陵）を管理している。

## 律令制での職掌・沿革
諸陵寮は律令では諸陵司（和訓：みささぎのつかさ）として設置された。729年（神亀6年/天平元年）に寮に昇格した。諸陵寮・諸陵司の職掌は陵墓の管理・喪葬・皇族葬儀の儀礼などである。特に陵墓管理については陵戸の名簿を管理してその守衛にあたらせた。凶事が起こった際には死者のたたりと考えて寮の役人を不遇であった皇族の陵墓に送ってこれを慰めた。早良親王に対するものが有名である。

## 職員
- 頭(従五位上)
- 助(正六位下)
- 大允(正七位下)　少允（従七位上)
- 大属(従八位上)　大属(従八位下)

- 史生

- 使部
- 直丁

- 陵戸
- 守戸

(諸陵司の職員)
- 正（正六位上）
- 佑（従七位下）
- 大令史（大初位上）
- 少令史（大初位下）

- 土部　葬儀の際に儀礼を執り行う伴部

- 使部
- 直丁

- 陵戸
- 守戸

## 明治政府
明治政府では、1869年（明治2年9月17日）公布において諸陵寮は再興されて、神祇官の配属とし、頭、助、允、属等の官員を置いたが、このとき諸陵頭は宮内大丞の戸田忠至が兼任した。。このとき歴代の陵墓の調査などがおこなわれ、1870年(明治3年)7月23日、大友皇子に弘文天皇、大炊王に淳仁天皇、懐成親王に仲恭天皇の諡号が追贈された。
1871年（明治4年）8月4日、諸陵寮は神祇省に統廃合されたが、神祇省を廃止分割して1872年（明治5年）3月14日に新設した教部省に諸陵課が置かれた。教部省は、1874年（明治7年）8月3日に諸陵掛を設置。のちに事務が宮内省に移管され、1878年（明治11年）3月1日に宮内省御陵墓掛が置かれ、1883年（明治16年）1月19日に御陵墓課に改められ、ついに1886年（明治19年）2月4日、諸陵寮が復興した。